# میدان نرده‌ای

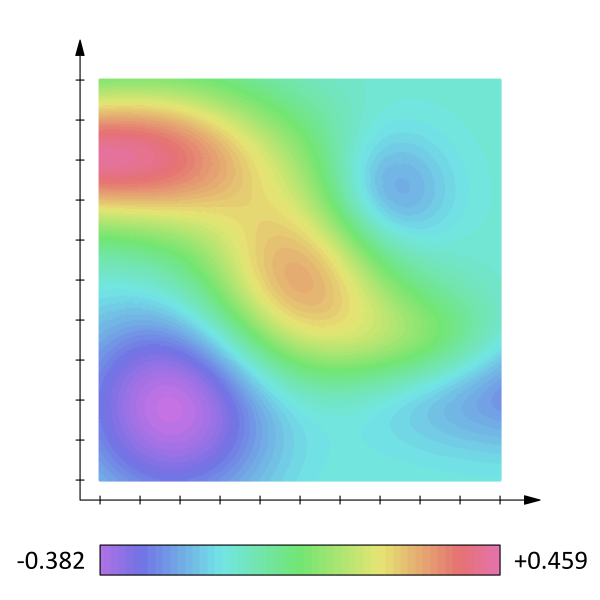
یک میدان اسکالر مانند دما و فشار که شدت میدان با پرده‌های رنگ مختلف نشان داده شده‌است.

میدان نرده‌ای یا میدان اسکالر در ریاضیات و فیزیک، یک کمیت نرده‌ای را به هر نقطه از فضا تخصیص می‌دهد. این کمیت نرده‌ای، می‌تواند یک عدد ریاضیاتی یا یک کمیت فیزیکی اسکالر باشد. میدان‌های اسکالر، مستقل از مختصات است یعنی مقدار یک میدان اسکالر در یک نقطه از فضا از دید هر دو ناظری که از یکاهای یکسان استفاده می‌کنند، یکسان است. توزیع دما در فضا و توزیع فشار در یک سیال و میدان‌های کوانتومی با اسپین صفر مانند میدان هیگز مثال‌هایی از میدان نرده‌ای در فیزیک هستند. این میدان‌ها، موضوع نظریه میدان اسکالر هستند.
میدان‌های نرده‌ای در مقابل میدان‌های برداری و میدان‌های تانسوری قرار می‌گیرند که به ترتیب، یک بردار و یک تانسور به هر نقطه از فضا نسبت می‌دهند.
از دید ریاضیاتی، یک میدان نرده‌ای بر روی ناحیه U، یک تابع با مقادیر حقیقی یا مختلط یا یک توزیع بر روی U است.
ناحیه U می‌تواند یک مجموعه از فضای اقلیدسی یا فضای مینکوفسکی یا به‌صورت عمومی‌تر، یک زیرمجموعه از یک خمینه باشد. یک میدان نرده‌ای، یک میدان‌های تانسوری از مرتبهٔ صفر است.